# 新兩羽橋
新兩羽橋（日语：／）是日本山形县酒田市的一座桥梁，承载日本国道7号跨过最上川，全长723米。